# Ignite
Skupina Ignite je ameriški hardcore / punk rock band, ustanovljen leta 1993.

## O skupini
Ignite so nastali leta 1994 v okrožju Orange County v Kaliforniji. Poznani so kot družbeno-politično angažirana zasedba, ki ima svoja stališča in mnenja. Slednja tudi radi povedo, predvsem skozi svojo glasbo, ki je nekakšna mešanica različnih vplivov. Prevladuje seveda melodični hardcore, pa tudi punk, alter-rock in metal.
Njihova zelo plodna kariera vsebuje poleg mnogih koncertnih turnej tudi štiri odlične albume, ki si sledijo v naslednjem zaporedju: Call On My Brothers (1995), Past Our Means (1996), A Place called Home (2000), ter še vedno sveža plošča Our Darkest Days (2006), ki velja za eno najboljših punk/hardcore plošč, ki so izšle v zadnjih letih.
Poleg albumov so Ignite izdali mnogo živih posnetkov, ter split cdjev, katerih izkupiček so kot ozaveščeni zemljani vedno namenjali različnim okoljevarstvenim organizacijam, kot so The Sea Shepherd Society, Earth First in Orange County’s own Pacific Wildlife Foundation.
Za razliko od mnogih skupin, ki so se od plodnih 90ih let obdržale na sceni, so Ignite z Our Darkest Days dokazali, da ne živijo na stari slavi, ampak so poleg bogate zgodovine in izkušenj še vedno polni elana in svežih idej, sploh pa so v tem obdobju boljši, kot kdajkoli. 
Odlični novi plošči so seveda sledili zavidljivi uspehi na njihovih koncertnih turnejah, saj so njihovi koncerti zadnji dve leti praviloma polni po vsem svetu, Ignite pa se na odru kažejo v najboljši luči. 
Ignite so znani po tem, da na svojih turnejah obdelujejo in predstavljajo čisto sveže stvaritve, ki jih “testirajo” na publiki, po končani turneji pa se takoj odpravijo v studio, saj so po turnejah vedno zelo pripravljeni, skoncentrirani, ter polni vtisov različnih mest in ljudi.

## Člani skupine

### Sedanji člani
- Zoli Téglás – vokal
- Brian Balchack – kitara
- Nik Hill – kitara
- Brett Rasmussen – bas kitara
- Craig Anderson – bobni
- Kevin Kilkenny - kitara

### Bivši člani
- Casey Jones
- Joe Foster
- Joe Nelson
- Randy Johnson

## Diskografija

### Albumi
- My Brothers (1995)
- Past Our Means (1996)
- A Place called Home (2000)
- Our Darkest Days (2006)

### Ep-ji
- In My Time EP (1995)
- Past Our Means EP (1996)